# Lago Iguaque
O lago Iguaque está localizado na jurisdição do município de Chiquiza, perto do município de Villa de Leyva, no departamento de Boyacá, Colômbia. Segundo a lenda de Muísca, a deusa Bachué deixou o lago com uma criança nos braços. Eles são considerados os ancestrais de toda a raça humana. As áreas circundantes também são protegidas como parte do Santuário de Fauna e Flora de Iguaque.